# Acadêmicos de Gravataí
A Acadêmicos de Gravataí é uma escola de samba da cidade de Gravataí, Rio Grande do Sul. A entidade desfila no Carnaval de Porto Alegre.

## História
A S.C.B. Acadêmicos de Gravataí foi fundada em 26 de fevereiro de 1961. Seus fundadores foram Airton Santos e Adalberto Nascimento. Suas cores são o vermelho, preto e branco. Seu símbolo é uma onça negra. É a quinta escola de samba mais antiga que participa do carnaval de Porto Alegre.
A escola fez seu primeiro desfile oficial em Porto Alegre no ano de 1993. A Acadêmicos foi campeã do Grupo Intermediário-A quando apresentou o tema: "De vermelho, preto e branco. A Acadêmicos, ensaboa, ensaboa e vai se ensaboando", enredo que contava a história da origem do sabão, passando pela Grécia, Roma, até chegar no Egito.
A escola conquistou o título inédito do carnaval de Porto Alegre em 2024 com o tema: "A Trupe da Onça Negra Apresenta: No Palco da Fantasia Entra em Cena a Commedia Dell'Arte", sendo a primeira vez que uma escola de samba não localizada na cidade de Porto Alegre vence o carnaval da capital.

## Segmentos

### Presidentes
| Nome                         | Mandato      | Ref.        |
| ---------------------------- | ------------ | ----------- |
| Heitor Francisco Bittencourt | 1993 - 2005  | [ 2 ]       |
| Rita Bittencourt             | 2005 - 2019  | [ 5 ]       |
| Anderson Nascimento          | 2019 - 2025  | [ 6 ] [ 7 ] |
| Rita Bittencourt             | 2025 - Atual | [ 8 ]       |

### Diretores
| Ano         | Diretor de Carnaval | Ref.         |
| ----------- | ------------------- | ------------ |
| 1993        | Antônio Gomes Alves | [ 2 ]        |
| 1994        | Daniel Borges       | [ 2 ]        |
| 1995-1997   | Deoclécio Souza     | [ 2 ]        |
| 1998        | Comissão            | [ 2 ]        |
| 1999-2000   | Luiz Fernando Gomes | [ 2 ]        |
| 2009        | Luiz Fernando Gomes | [ 9 ]        |
| 2010- Atual | Jorge Farias        | [ 10 ] [ 7 ] |

| Ano  | Diretor de harmonia | Ref.   |
| ---- | ------------------- | ------ |
| 1993 | Chiquinho Capelão   | [ 2 ]  |
| 1996 | Luiz Vicente Fayet  | [ 2 ]  |
| 1997 | Kako Alves          | [ 2 ]  |
| 1998 | Tabajara Ortiz      | [ 2 ]  |
| 2000 | Prof. Luiz Palmeira | [ 11 ] |

| Ano        | Mestre de bateria            | Ref.         |
| ---------- | ---------------------------- | ------------ |
| 1993-1998  | Ubirajara Barcelos “Birinha” |              |
| 1999-2001  | Chiquinho Capelão            | [ 11 ]       |
| 2006-2008  | Ubirajara Barcelos “Birinha” |              |
| 2009       | Alexsandra Amaral            | [ 9 ]        |
| 2010-2012  | Mestre Márcio Rodrigues      | [ 12 ]       |
| 2013-2014  | Eliézer Bueno                | [ 13 ]       |
| 2015-2016  | Jr. Aruanda                  | [ 14 ]       |
| 2017       | Comissão                     |              |
| 2020-Atual | Ninho Pujol                  | [ 10 ] [ 7 ] |

### Coreógrafo
| Ano  | Nome           | Ref.   |
| ---- | -------------- | ------ |
| 2015 | Lucia Brunelli | [ 15 ] |

### Casal de Mestre-sala e Porta-bandeira
| Ano        | Nome                                          | Ref.   |
| ---------- | --------------------------------------------- | ------ |
| 1993       | Júlio César e Sílvia Maria                    | [ 2 ]  |
| 1994       | Márcio Souza e Carla Rosane Salazar           | [ 2 ]  |
| 1995       | Cristiano “Quitanda” e Carla Rosane Salazar   | [ 2 ]  |
| 1996       | Márcio Souza e Carla Rosane Salazar           | [ 2 ]  |
| 1997       | Renato Vladimir Moura e Ivana Goretti         | [ 2 ]  |
| 1998       | José Roberto “Betinho” e Irma Soraia de Souza | [ 2 ]  |
| 1999-2000  | José Roberto “Betinho” e Nire Gonçalves       | [ 2 ]  |
| 2009       | João Boff e Dayane Machado                    |        |
| 2010       | Chuca e Dayane Machado                        | [ 16 ] |
| 2011       | João Boff e Suelene Neves                     | [ 17 ] |
| 2012-2013  | Márcio Kremer e Simone Ribeiro                | [ 12 ] |
| 2014-2016  | Choco Pereira e Andreisa                      | [ 18 ] |
| 2017       | Andrei e Andreisa                             |        |
| 2020       | João Boff e Fabi Santos                       | [ 10 ] |
| 2022-2023  | Leandro Wolff e Fabi Santos                   | [ 7 ]  |
| 2024-Atual | Carlos dos Anjos e Nati Lemos                 | [ 19 ] |

### Corte de Bateria
| Ano  | Rainha      | Madrinha      | Musa        | Ref.   |
| ---- | ----------- | ------------- | ----------- | ------ |
| 2015 | Silvia Rosa | Patrícia Mota | Paola Serpa | [ 15 ] |

## Carnavais
| Ano                                                                            | Colocação   | Grupo           | Enredo | Comissão de Carnaval                           | Intérprete                    | Ref.                               |
| ------------------------------------------------------------------------------ | ----------- | --------------- | --- | ---------------------------------------------- | ----------------------------- | ---------------------------------- |
| 1993                                                                           | 8.º lugar   | II              | No país da maracutaia, faz o que eu digo mas não faz o que eu faço.                                       | Daniel Borges                                  | Chulepe                       | [ 2 ]                              |
| 1994                                                                           | 4.º lugar   | II              | Um tributo a cultura popular, meu Brasil brasileiro.                                                      | Daniel Borges                                  | Chulepe                       | [ 2 ]                              |
| 1995                                                                           | 3.º lugar   | II              | De Aldeia dos Anjos a Gravataí- Um tributo da Acadêmicos.                                                 | Daniel Borges                                  | Chulepe                       | [ 2 ]                              |
| 1996                                                                           | Vice-campeã | Intermediário B | No balanço desse mar navegar é preciso.                                                                   | Erson Paulo “Paulinho”                         | Chulepe                       | [ 2 ]                              |
| 1997                                                                           | Vice-campeã | Intermediário A | Em briga de marido e mulher, a Acadêmicos não mete a colher.                                              | Daniel Borges                                  | Chulepe                       | [ 2 ] [ 20 ]                       |
| 1998                                                                           | 7.º lugar   | Especial        | Maravilhas de Atlântida, a fantástica ilha do encanto.                                                    | Daniel Borges                                  | Chulepe                       | [ 2 ] [ 21 ]                       |
| 1999                                                                           | Campeã      | Intermediário A | De vermelho, preto e branco. A Acadêmicos, ensaboa, ensaboa e vai se ensaboando.                          | Marlene Souza e Ronald Pinto                   | Chulepe                       | [ 2 ] [ 22 ]                       |
| 2000                                                                           | 6.º lugar   | Especial        | A Acadêmicos de mala e cuia, viaja a São Miguel berço do Rio Grande - Patrimônio Histórico da Humanidade. | Elisabete Valencin Souza (Bete)                | Chulepe                       | [ 11 ] [ 23 ]                      |
| 2001                                                                           | 7.º lugar   | Especial        | Do universo infinito, em vermelho, preto e branco fez-se a luz.                                           | Gilson Lucena (Giguilee)                       | Chulepe                       | [ 24 ] [ 25 ]                      |
| 2002                                                                           | 3.º lugar   | Intermediário A | De lá pra cá, Acadêmicos comunica.                                                                        | Comissão de Carnaval                           | Chulepe                       | [ 26 ]                             |
| 2003                                                                           | Vice-campeã | Intermediário A | Dos chineses a origem. Com o italiano a fama. Mamma Miá!                                                  | Comissão de Carnaval                           | Kaubi Tavares                 | [ 27 ] [ 28 ]                      |
| 2004                                                                           | 7.º lugar   | A               | Da cidadania solidária, a ecologia consciente um tributo a Lutzemberger.                                  | Comissão de Carnaval                           | Neno Baz                      | [ 29 ] [ 30 ]                      |
| 2005                                                                           | 6.º lugar   | B               | Hoje é dia do jogo... bingo! Acadêmicos ganhou.                                                           | Comissão de Carnaval                           |                               | [ 31 ]                             |
| 2006                                                                           | 3.º lugar   | B               | A Acadêmicos tem hora marcada para o sucesso.                                                             | Comissão de Carnaval                           |                               | [ 32 ]                             |
| 2007                                                                           | 4.º lugar   | Especial        | O Brasil que emociona e encanta é aquele que é construído com a força de seu povo!                        | Sérgio Ávila                                   | Vander Salles                 | [ 33 ] [ 34 ]                      |
| 2008                                                                           | 6.º lugar   | Especial        | Paris. Cidade Luz que ilumina o passeio da Onça Negra!                                                    | Sérgio Ávila                                   | Rudi                          | [ 35 ] [ 36 ]                      |
| 2009                                                                           | 8.º lugar   | Especial        | Na Sétima Arte: A onça brilha no mundo da fantasia que imita a vida.                                      | Comissão de Carnaval                           | Rudi                          | [ 37 ] [ 9 ]                       |
| 2010                                                                           | 9.º lugar   | Especial        | Espelho...Espelho meu!                                                                                    | Comissão de Carnaval                           | Rudi                          | [ 16 ] [ 38 ]                      |
| 2011                                                                           | 7.º lugar   | Especial        | A Onça Negra Festeja o seu Cinquentenário em um Doce Refúgio Chamado Cacique de Ramos.                    | Comissão de Carnaval                           | Rudi                          | [ 39 ] [ 17 ] [ 40 ] [ 41 ]        |
| 2012                                                                           | 8.º lugar   | Especial        | A onça negra samba e canta Passo Fundo                                                                    | Comissão de Carnaval                           | Lú Astral                     | [ 42 ] [ 43 ] [ 44 ] [ 12 ] [ 45 ] |
| 2013                                                                           | 6.º lugar   | Especial        | De Aldeia dos Anjos a Gravataí: Um Poema de Amor no Coração da Onça Negra!                                | Sérgio Ávila                                   | Lú Astral                     | [ 5 ] [ 46 ] [ 47 ]                |
| 2014                                                                           | 4.º lugar   | Especial        | Caprichando e Garantindo: Gravataí te leva a festejar na ilha de Tupinambarana!                           | Comissão de Carnaval                           | Lú Astral                     | [ 48 ] [ 49 ] [ 50 ] [ 13 ] [ 51 ] |
| 2015                                                                           | 9.º lugar   | Especial        | Eis que tudo transformei                                                                                  | Chico Passos                                   | Lú Astral                     | [ 52 ] [ 53 ] [ 54 ] [ 55 ]        |
| 2016                                                                           | Vice-campeã | Especial        | Entre as Águas de Pará-Gûasu e da Mirim – Gravataí é Taim.                                                | Comissão de carnaval                           | Lú Astral                     | [ 56 ] [ 14 ] [ 57 ]               |
| 2017                                                                           | 7.º lugar   | Série Ouro      | Roda, roda, roda e avisa: Faça-se a confusão, o Rei da alegria vem sacudir a multidão!                    | Rafael Saraiva, Ramon Gadenz e Wagner Silveira | Lú Astral                     | [ 58 ] [ 59 ] [ 60 ] [ 61 ]        |
| Desfile cancelado em 2018.                                                     |             |                 | |                                                |                               |                                    |
| A escola decidiu não desfilar em 2019, devido a falta de recursos financeiros. |             |                 | |                                                |                               |                                    |
| 2020                                                                           | 5.º lugar   | Série Ouro      | Kilombo                                                                                                   | Rafael Saraiva e Ramon Gadenz                  | Lú Astral e Evérton Rataescki | [ 10 ] [ 65 ]                      |
| Desfile cancelado em 2021.                                                     |             |                 | |                                                |                               |                                    |
| 2022                                                                           | 7.º lugar   | Série Ouro      | Kambô: Vem da Floresta, o Ritual De Cura da Humanidade!                                                   | Rafael Saraiva                                 | Igor Vianna e Paulinho Lima   | [ 67 ] [ 68 ] [ 69 ]               |
| 2023                                                                           | 6.º lugar   | Série Ouro      | Brilha nos Olhos da Onça Negra, Gravataí: a Cidade do Futuro                                              | Rafael Saraiva                                 | Igor Vianna e Borracha        | [ 7 ]                              |
| 2024                                                                           | Campeã      | Série Ouro      | A Trupe da Onça Negra Apresenta: No Palco da Fantasia Entra em Cena a Commedia Dell'Arte                  | Rafael Saraiva e José Schmidt                  | Igor Vianna e Borracha        | [ 19 ]                             |
| 2025                                                                           | 7.º lugar   | Série Ouro      | Paraíso Nordestino: Um Repente Encantado de um Povo Arretado                                              | Rafael Saraiva e José Schmidt                  | Igor Vianna e Borracha        | [ 70 ] [ 71 ]                      |

## Títulos
| Título da Acadêmicos de Gravataí | Título da Acadêmicos de Gravataí    | Título da Acadêmicos de Gravataí | Título da Acadêmicos de Gravataí |
| -------------------------------- | ----------------------------------- | -------------------------------- | -------------------------------- |
| Grupo                            | Grupo                               | Títulos                          | Anos                             |
|                                  | Especial (Atual Série Ouro)         | 1                                | 2024                             |
|                                  | Intermediário A (Atual Série Prata) | 1                                | 1999                             |

## Prêmios
Estandarte de Ouro
- 2007: Porta-estandarte.[72]
- 2012: Ala de passo marcado.[73]
- 2014: Samba-enredo e interprete.[74]